# Jim L. Mora

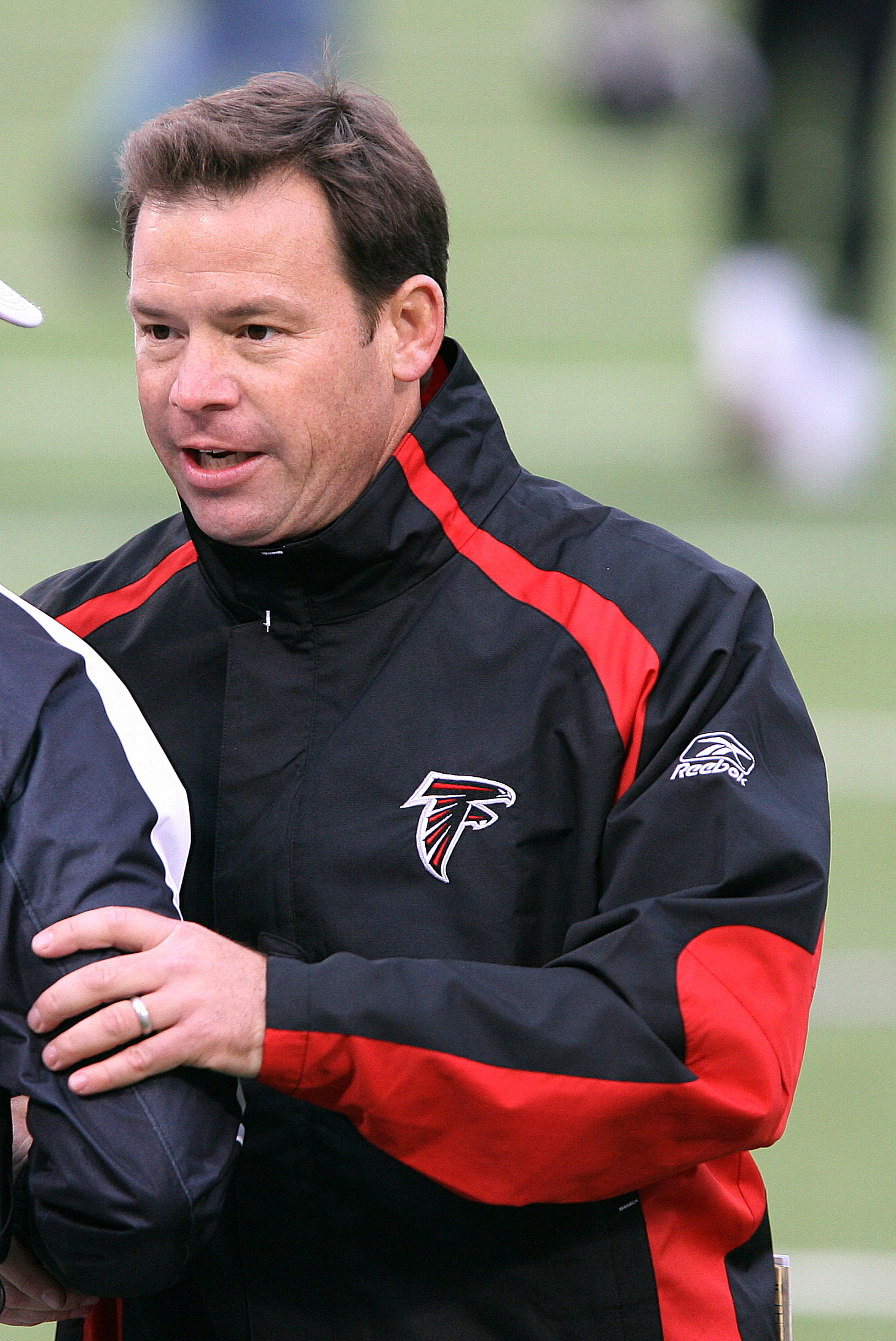
Mora im November 2006

James Lawrence „Jim“ Mora (* 19. November 1961 in Los Angeles, Kalifornien) ist ein US-amerikanischer American-Football-Trainer. Zuletzt war er der Head Coach der UCLA Bruins. Er ist der Sohn von Jim E. Mora.

## Karriere
Während seines Studiums spielte Mora als Linebacker für die Washington Huskies.

### San Diego Chargers
Seine erste Trainerstelle bekam Mora 1985 bei den San Diego Chargers, wo er anfangs für die Qualitätskontrolle zuständig war, später jedoch zum Trainer der Defensive Backs befördert wurde.

### New Orleans Saints
Von 1992 bis 1996 arbeitete Mora als Trainer der Defensive Backs unter seinem Vater für die New Orleans Saints.

### San Francisco 49ers
Mora arbeitete von 1997 bis 2003 für die San Francisco 49ers, davon die letzten fünf Saisons als Defensive Coordinator.

### Atlanta Falcons
Von 2004 bis 2006 war Mora Head Coach der Atlanta Falcons. In seiner ersten Saison brachte er die Falcons nach 11 Siegen in die Play-offs, wo sie bis ins NFC Championship Game kamen. Er wurde dafür zum NFC Coach of the Year ernannt. In den darauffolgenden Saisons verpassten die Falcons die Play-offs und Mora wurde entlassen.

### Seattle Seahawks
2007 wurde Mora von den Seattle Seahawks als Assistenz-Head-Coach und Trainer der Defensive Backs verpflichtet. Nach dem Mike Holmgren nach der Saison 2008 als Head Coach zurücktrat, wurde Mora zum Head Coach der Seahawks ernannt. In der Saison 2009 konnte er nur 5 Siege in 16 Spielen erreichen, weshalb er im Januar 2010 entlassen wurde.

### UCLA Bruins
Am 10. Dezember 2011 wurde Mora zum Head Coach der UCLA Bruins ernannt. Am 14. November 2017 wurde er von seinen Aufgaben entbunden. In den sechs Saisons unter Mora erzielte er 46 Siege bei 30 Niederlagen. 2013 hatte er sie dabei zu einem Sieg der PAC-12 South. Er erzielte in seiner Amtsperiode vier der fünf besten offensiven Leistungen der Bruins.

## Sonstiges
Zwischen seiner Entlassung von den Seahawks und der Anstellung von den Bruins arbeitete er als Analyst für NFL Network.